# Spoorlijn Erftstadt - Vochem
De spoorlijn Erftstadt - Vochem was een Duitse spoorlijn en was als spoorlijn 32 onder beheer van DB Netze.

## Geschiedenis
Het traject werd door de Mödrath-Liblar-Brühler Eisenbahn geopend op 1 mei 1901 met een spoorwijdte van 1000 mm. Vanaf 1904 was de lijn met een derde rail uitgerust waardoor ook normaalsporig materiaal gebruik kon maken van de lijn. Na de nationalisering van de lijn in 1913 is het meterspoor opgebroken. 

## Aansluitingen
In de volgende plaatsen is of was er een aansluiting op de volgende spoorlijnen:
Erftstadt
DB 2606, spoorlijn tussen Erftstadt en Mödrath
DB 2609, spoorlijn tussen Erftstadt en Liblar Dorf
DB 2631, spoorlijn tussen Kalscheuren en Ehrang
Brühl-Vochem
DB 9261, spoorlijn tussen Keulen en Bonn
DB 9262, spoorlijn tussen Brühl-Vochem en Wesseling